# Natalia Leite
Natalia Leite (Sao Paulo, 15 de octubre de 1985) es una escritora y directora brasileña. Es conocida fundamentalmente por dirigir la exitosa película independiente M.F.A. , un thriller feminista sobre violación y venganza que propició debate al respecto al comienzo del movimiento #MeToo. Posteriormente dirigió algunos episodios de El cuento de la criada. Su obra ha sido descrita como poseedora de “un estilo vigorizante y asertivo” (Variety), con “inteligencia emocional” (Los Angeles Times), y “que consolida el reinado sobre los dramas altamente estilizados y sexualmente progresistas” (Slant). Se sabe que Leite incorpora temas documentales en las películas de las que se ocupa también del guion.

## Trayectoria
Leite nació y creció en São Paulo, Brasil. Estudió en el Instituto de Arte de San Francisco.
Leite comenzó su carrera exhibiendo dibujos, fotografías y películas de performance en galerías de arte. En 2006, se trasladó a la ciudad de Nueva York, donde comenzó a escribir, dirigir, actuar y producir sus propios cortometrajes de presupuesto mínimo. Gracias a estos primeros trabajos pudo conseguir financiación para su primer largometraje.

## Carrera profesional
Leite ha dirigido largometrajes, televisión y documentales. En su programa de improvisación para Vice Media,Every Woman, vivió y trabajó como stripper en una parada de camiones en Nuevo México, que descubrió mientras buscaba localizaciones para Bare. Luego creó un piloto para una serie de televisión para el canal Vice con un concepto similar en el que se sumergiría en diferentes mundos centrados en las mujeres como una forma de periodismo de investigación en primera persona.
Su debut como directora, Bare, está protagonizada por Dianna Agron, Paz de la Huerta, Chris Zylka y Louisa Krause. Bare se estrenó en el Festival de Cine de Tribeca en 2015 con críticas positivas, siendo comprada poco después por IFC Films para su distribución en salas de cine. En su estreno, Film Journal escribió: "Un director galardonado, el retrato de Leite de la búsqueda de identidad de Sarah es fascinante por su narrativa y su dirección”. Los Angeles Times escribió: "La directora Natalia Leite aporta inteligencia emocional y sensibilidad a Bare”.
El segundo largometraje de Leite, M.F.A., es un thriller psicológico centrado violaciones que tienen lugar en una universidad y una estudiante de arte que busca venganza. La película se estrenó en SXSW en marzo de 2017 con críticas positivas, y fue nominada a un Gran Premio del Jurado y a un Premio Game Changer. Está protagonizada por Francesca Eastwood, Clifton Collins Jr. y Peter Vack. La película ha sido descrita como un "thriller al estilo de David Fincher", "que aborda con valentía el lado oscuro del empoderamiento", y como "una pieza de cine pop politizado y lleno de ira".
Leite ha colaborado en varias ocasiones con el músico Kyp Malone, y protagonizó y codirigió el video musical "Million Miles" para TV On The Radio. Posteriormente Malone compuso la banda sonora original de la película Bare. Leite también cocreó y protagonizó la serie web de comedia Be Here Nowish.
Leite es bisexual, y a menudo trata la sexualidad en sus obras.

## Filmografía

### Cine
| Año  | Título                    | Director | Escritor | Productor |
| ---- | ------------------------- | -------- | -------- | --------- |
| 2015 | Desnudo                   | Sí       | Sí       | Sí        |
| 2017 | Maestría en Bellas Artes  | Sí       | No       | No        |
| 2019 | Kiki y los Mxfits (corto) | Sí       | Sí       | No        |

### Televisión
| Año         | Título                 | Role     | Notas                                   |
| ----------- | ---------------------- | -------- | --------------------------------------- |
| 2014 – 2016 | Esté aquí ahora        | Nina     | También director, escritor y productor. |
| 2021        | Vida amorosa           | Director | Temporada 2                             |
| 2022        | Marta                  | Director | Temporada 1                             |
| 2023        | Pastel negro           | Director | También es coproductor ejecutivo        |
| 2022-2024   | El cuento de la criada | Director | Temporada 4                             |